# Geschiedenis van Blerick
De geschiedennis van Blerick betreft het verleden van de Limburgse plaats Blerick aan de Maas tegenover de stad Venlo. Ze stond of staat bekend onder de namen Blariacum, Blerke, Blerijck, Blerik en Blerick. 

## Oude geschiedenis

### Romeinen

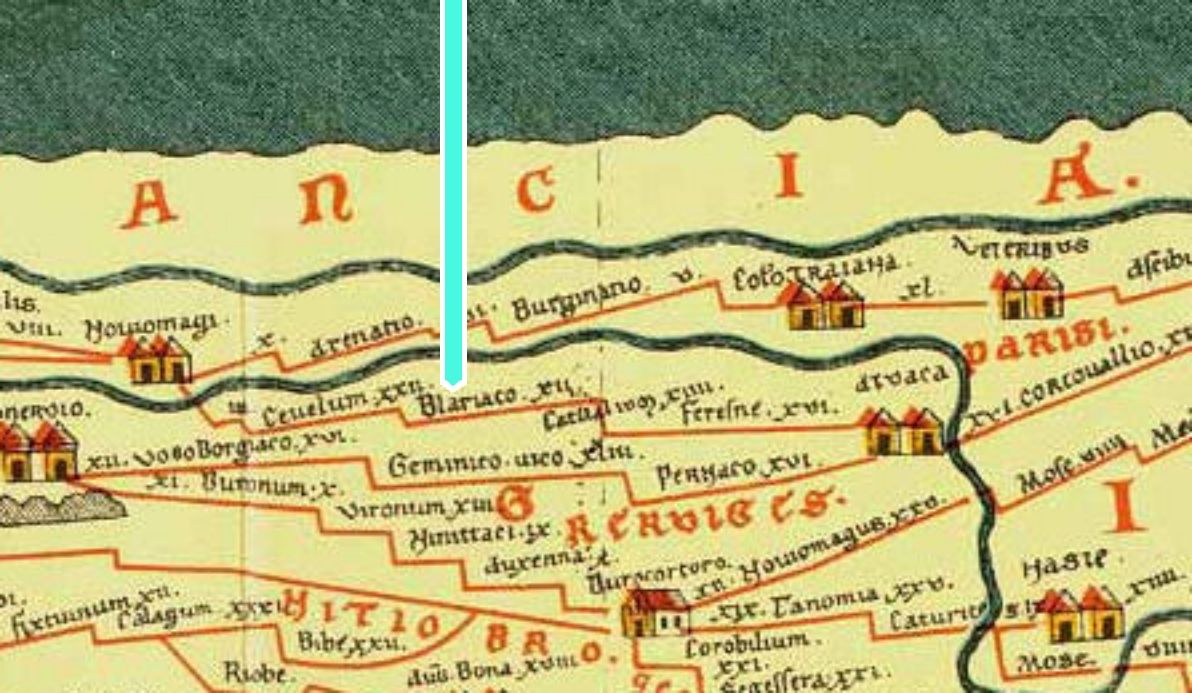
Blariacum (Blariaco) op de Peutingerkaart

De naam Blerick is afgeleid van Blariacum, een Romeinse nederzetting. Het was een Romeins legerkamp in de provincie Germania Inferior. De naam is afgeleid van de Romeinse nederzetting van ene Blarus, die een van de eerste eigenaren of heersers van de nederzetting geweest zou kunnen zijn. De naam Blarus betekent grijs of grijze. De eigenlijke Romeinse nederzetting is niet in het huidige Blerick aangetroffen en ligt vermoedelijk in het zuidwesten. In 2010 is ten zuiden van de spoorbrug een Romeinse weg aangetroffen die dwars op de Maas liep en wijst op een oeververbinding of doorwaadbare plaats richting Venlo.

### Middeleeuwen
Blerick was tot 1794 een zelfstandig gehucht. Op de Blerickse Maasoever lag tegenover de stad Venlo al in 1461 een militair gebouw. Voor Blerick leverden de vele belegeringen van de vestingstad Venlo telkens problemen op met veel materiële schade aan onroerende goederen. De veelvuldige verwoesting van gebouwen is er waarschijnlijk de oorzaak van dat er in Blerick zo weinig gebouwen bewaard zijn gebleven die ouder zijn dan de late 18e eeuw.
Het kerspel Blerick bestond al zeer vroeg uit drie woonkernen, rotten genaamd. Op de eerste plaats was er het huidige centrum van Blerick plus enige bebouwing aan het Nieuwborg en de Horsterweg. Dit gedeelte heette het Dorp, Blerick of Maes-Blerick. Daarnaast was er het Hout-Blericker rot en het Boekender rot.
Gemiddeld genomen steeg het aantal inwoners van Blerick tussen 1450 en 1875 van minder dan 700 tot ruim 2.200.

### Opper-Gelre

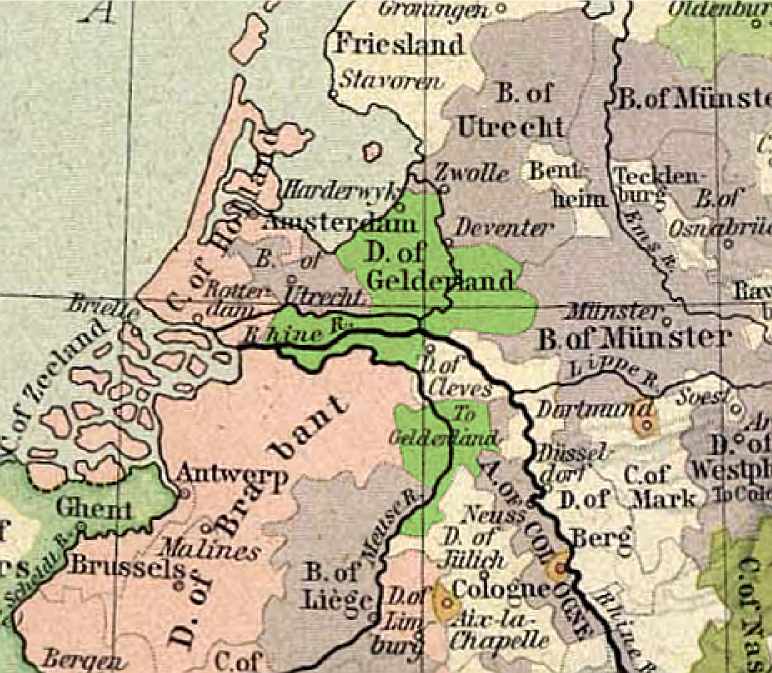
Gelre in 1477

Blerick behoorde, net als Venlo, bij het Overkwartier van Gelre of Spaans Opper-Gelre. Tijdens de Spaanse Successieoorlog werd de hele omgeving van Venlo door Pruisische troepen bezet, en bleef zo als deel van Pruisisch Opper-Gelre ongeveer een eeuw lang Duits. Venlo zelf kwam echter in Nederlandse handen.

### Franse bezetting
Na 1794 bezette het Franse leger het gebied en een nieuwe bestuursorganisatie kwam tot stand. Gemeenten met minder dan 5000 inwoners werden bij elkaar gevoegd en zo vormden Blerick, Baarlo en Bree samen 'Mairie de Bree', in 1818 Maasbree genoemd. Blerick was het grootste dorp van die gemeente. De gemeenteraad vergaderde in het Blerickse Raadhuis. De samenvoeging was vanaf het begin al niet succesvol en Blerick heeft diverse pogingen ondernomen om zelfstandig te worden, wat niet is gelukt.

### Moderne Tijd

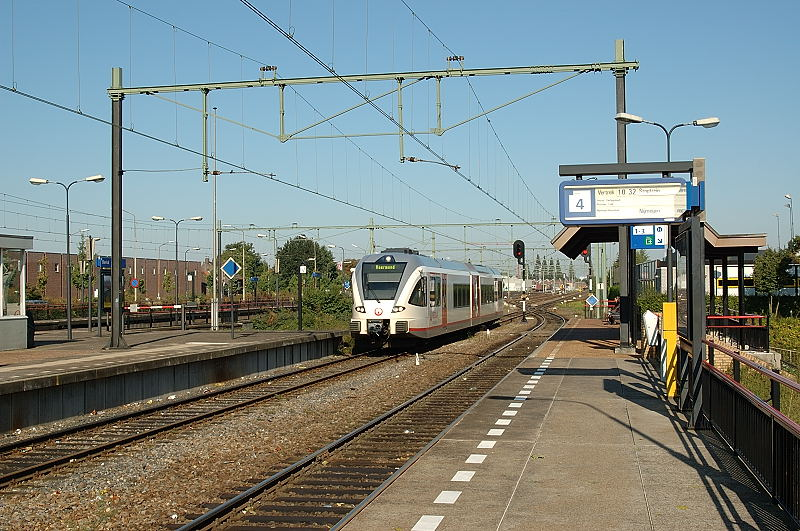
Station Blerick in 2008, met een Velios richting Roermond

Zeer belangrijk voor de ontwikkeling van Blerick was de opening van de spoorlijn Venlo - Eindhoven in 1865 en de spoorlijn Nijmegen - Venlo in 1883. In januari 1869 kreeg Blerick een eigen spoorwegstation (Station Blerick omstreeks 1900). Bij de los- en laadplaats aan het einde van de Broekstraat (Pepijnstraat) was het een drukte van jewelste. En toen de spoorwegen in 1889 in Blerick een wagenwerkplaats openden, betekende dit spoedig een enorme uitbreiding van de werkgelegenheid. Deze gang van zaken droeg er in belangrijke mate toe bij dat Blerick geleidelijk aan zijn landelijke karakter verloor.
Belangrijk was ook de vestiging in februari 1876 van het klooster van de zusters van de Goddelijke Voorzienigheid aan de Markt (Antoniusplein) en vanaf 1898 aan de Antoniuslaan. Afgezien van de betekenis voor het religieuze leven en het onderwijs in Blerick vormde de vestiging van een dergelijke gemeenschap een belangrijke stimulans voor de lokale economie. Naast het klooster leidden de zusters namelijk ook twee internaten, verschillende types scholen en een pension voor dames en heren. Begin jaren dertig van de 20e eeuw woonden en werkten er binnen de Blerickse kloostergemeenschap circa 800 personen.
Langzamerhand groeide de behoefte aan woningen, scholen en kerken. Onder andere voor arbeiders en militairen werden aparte wooncomplexen gebouwd. Ook op cultureel, maatschappelijk en sportief gebied was Blerick zeer actief.

### Positie van Blerick in de gemeentenMaasbreeenVenlo

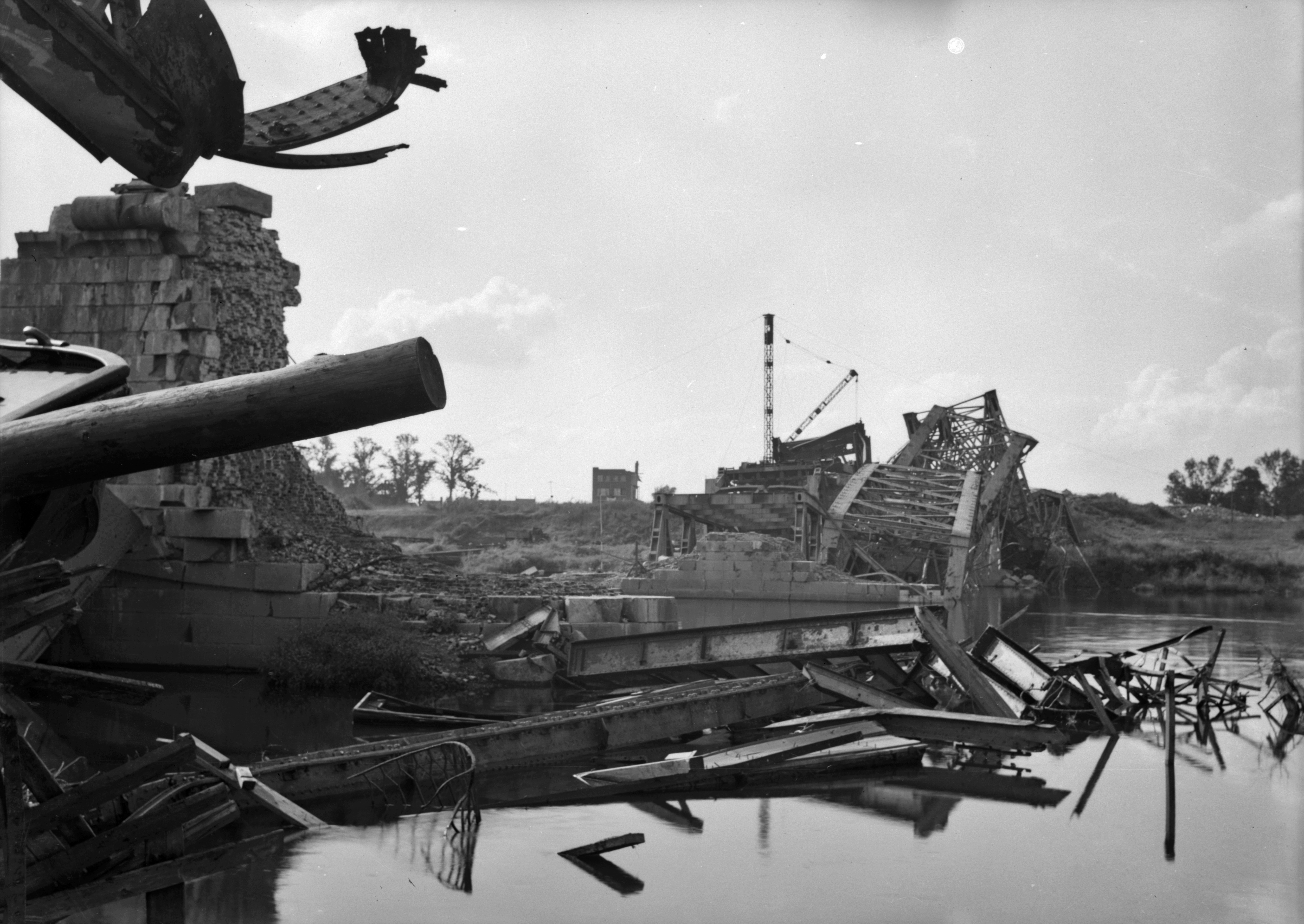
Vernielde spoorbrug over de Maas in de Tweede Wereldoorlog

Het fort Sint-Michiel en de directe omgeving was tot 1940 het enige stuk Venloos grondgebied, een enclave aan de westzijde van de Maas, en werd 'Overmaas' genoemd. Ook veerhuis/herberg/brouwerij/boerderij De Staay, Station Blerick en een aantal woonhuizen behoorden tot dit grondgebied. Het dorp Blerick zelf behoorde tot de gemeente Maasbree. 
Op het einde van de negentiende eeuw kreeg de stad Venlo langzamerhand gebrek aan woonruimte. De stad heeft in de loop der tijd verschillende pogingen ondernomen om Blerick uit de gemeente Maasbree los te weken en bij Venlo te voegen. Dit streven werd in Blerick resoluut van de hand gewezen in 1909. In 1911, toen op het terrein van het voormalige Fort Sint-Michiel in Blerick de bouw van de nieuwe Frederik Hendrikkazerne in volle gang was, stelde het Venlose gemeentebestuur pogingen in het werk Blerick bij Venlo te voegen. De Blerickse politie zou de openbare orde niet kunnen handhaven wanneer de infanteristen van de kazerne in de Blerickse cafés een biertje zouden gaan drinken. Dit Venlose streven leidde niet tot succes, evenmin als een nieuwe poging in 1921. Toen in 1938 burgemeester Janssens aantrad, werd de discussie opnieuw aangezwengeld, ditmaal door het provinciaal bestuur. Het belangrijkste argument was de grote afstand tussen de drie dorpen van de gemeente Maasbree en vooral het afwijkende, verstedelijkte karakter van Blerick. Ten slotte speelde ook de geografische en economische vergroeiing van Blerick met Venlo een grote rol. Zo leverde Venlo bijvoorbeeld, ondanks de ‘annexatiestrijd’, elektriciteit en gas aan het centrum van Blerick. Tevens werkten er veel Blerickenaren in Venlo en omgekeerd. Daarnaast was Blerick ook in stedenbouwkundig opzicht sterk op Venlo gericht: de belangrijkste wegen ontmoeten elkaar bij de oprit van de brug naar Venlo. Ondanks veel tegenstand van de meeste Blerickse raadsleden en veel Blerickenaren, keerde het getij langzaam ten gunste van Venlo. Ondertussen brak in 1940 de Tweede Wereldoorlog uit. Tijdens het eerste oorlogsjaar viel voor Blerick het doek. Op 1 oktober gebeurde waartegen veel Blerickenaren zich jarenlang hadden verzet: de samenvoeging met Venlo. Burgemeester Berger van Venlo kreeg er in één klap 10.865 burgers bij.
Blerick werd op 3 december 1944 bevrijd van de Duitsers. Hiernaar is een straat vernoemd, de Drie Decembersingel. Er was ook een kazerne met een rijopleiding gevestigd, de Frederik Hendrik Kazerne.

## Kerkelijke geschiedenis

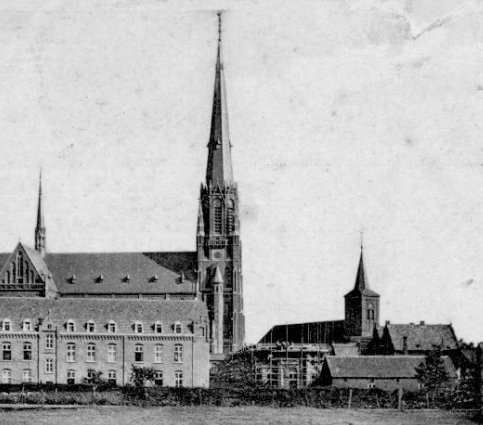
Rechts de eerste Lambertuskerk, links de eerste Antoniuskerk (1908)

De vazal van de graaf van Loon (de graaf van Loon had het gebied destijds in bezit), Otto van Borne, stichtte in 1219 een kerk in Blerick. Als patroonheilige kozen zij de Sint-Lambertus, een familielid van de stichtersfamilie. De kerk werd in de loop van de jaren uitgebreid. In de 19e eeuw breidde Blerick flink uit en werd Blerick door de landelijke vereniging ‘de Liefdadigheid’ uitgekozen om daar een Antonius van Padua-kerk te stichten. De oude Lambertuskerk werd gesloopt. Bisschop Boermans beloofde dat wanneer er behoefte was aan een nieuwe parochie in Blerick, dat deze de naam Lambertus zou krijgen.

### Lambertuskerk
Door de flinke bevolkingsgroei, werd in 1927 in Smeliënkamp het rectoraat Lambertus opgericht dat in 1932 tot parochie werd verheven. De kapelaan kreeg de uit 1767 stammende St. Anna-kapel. Deze bleek snel te klein en werd er in 1928 een noodkerk gebouwd, dat later als parochiehuis ‘Ons Huis’ zou dienen. Deze noodkerk was ook al snel te klein en in 1934 werd de huidige Lambertuskerk in gebruik genomen. In 1944 werd de kerk door de Tweede Wereldoorlog door een voltreffer geraakt. De kerk werd in 1949  herbouwd, de vorm werd in hoofdlijnen niet veranderd.

### Johannes de Doperkerk
De parochie splitste zich in 1963 af van de Lambertusparochie. De eerste kerk (een noodkerk) stond op de plek waar nu het jeugdcentrum "Muspelheim" staat. In 1973 werd de huidige kerk in gebruik genomen.

### Antonius van Paduakerk

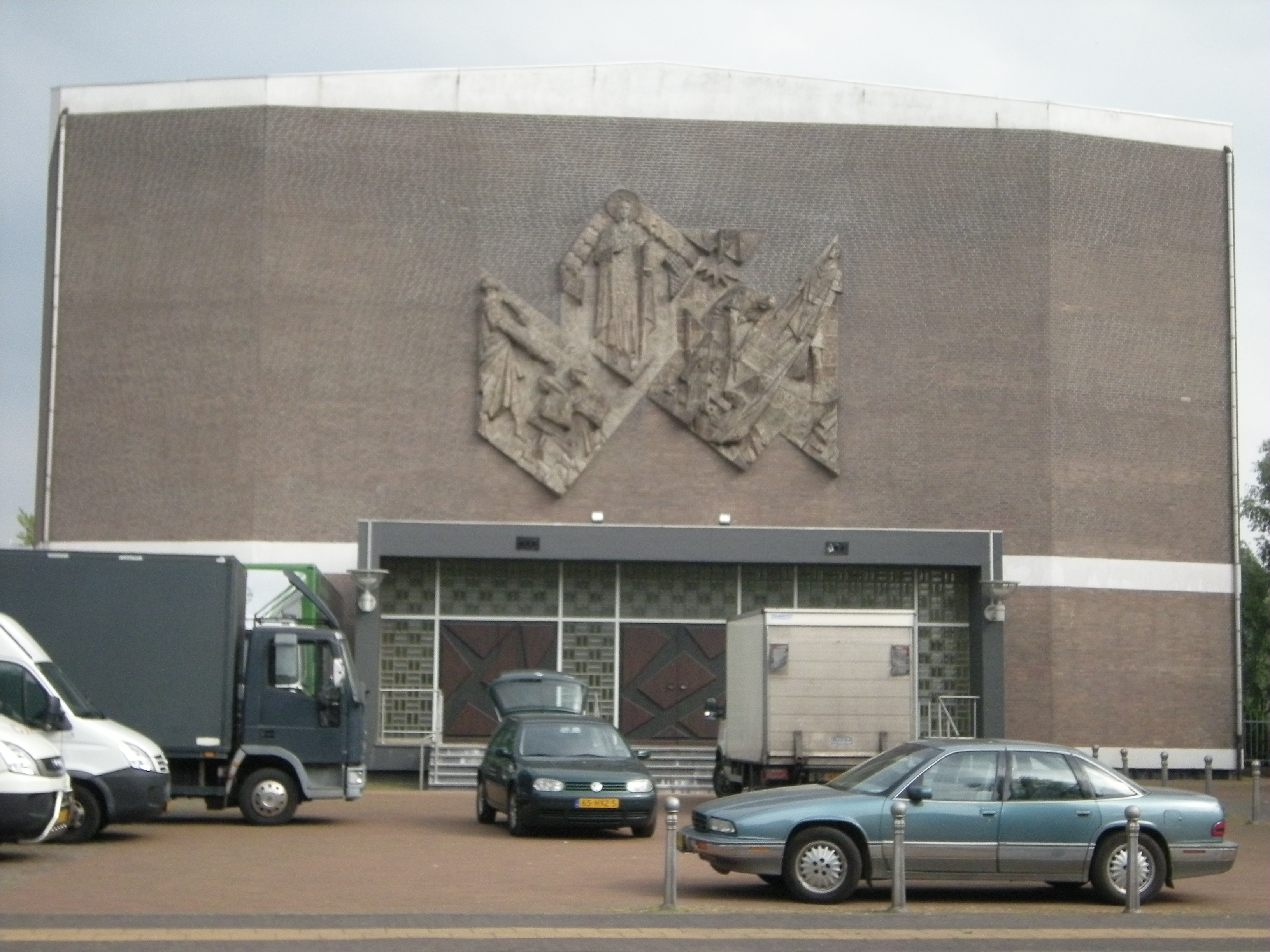
Vooraanzicht St. Antonius van Paduakerk

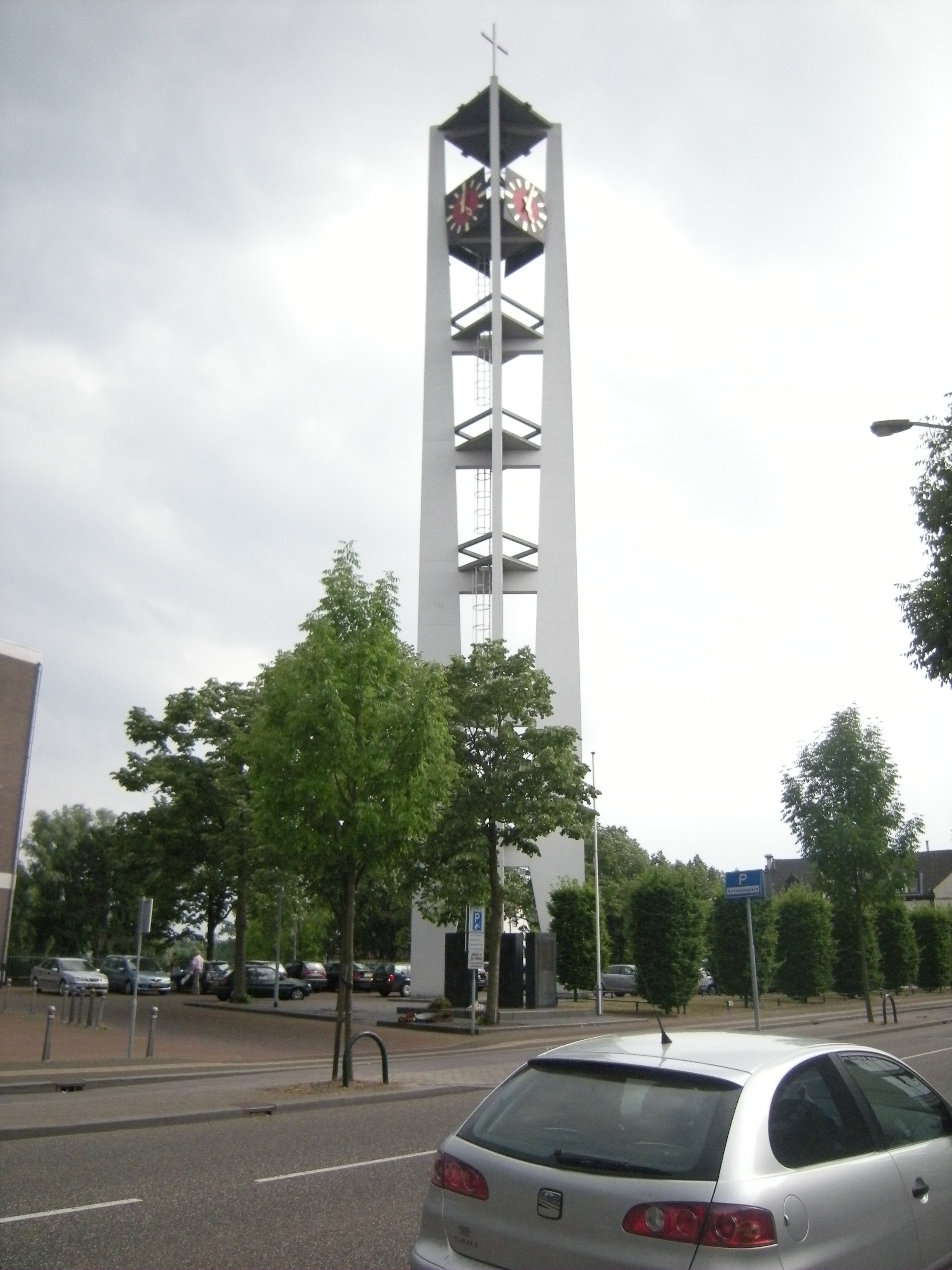
Losstaande klokkentoren van de nieuwe St. Antonius van Paduakerk

In 1944 werd de Antonius van Paduakerk door de terugtrekkende Duitsers opgeblazen en vernield. In 1946 werd de kerk opgeruimd en werd het terrein parkachtig ingericht. Men vond onderdak in de noodkerk in de zaal van Schuts. Deze werd al snel te klein en de tweede noodkerk werd de zaal in het Volkshuis. Een echte kerk kwam er nog niet, maar men bouwde vervolgens een eigen noodkerk die vanaf 1948 in gebruik werd genomen. Met de bouw van de huidige Antonius van Padua-kerk, ontworpen door Jozef Fanchamps, werd in 1960 begonnen. In 1963 werd de noodkerk verkocht aan de gemeente Venlo die er een sport- en gymnastiekzaal van maakte. Vanaf toen werd de huidige kerk in gebruik genomen. Onder de Antoniusparochie viel ook het stadsdeel Boekend, die eerder onder de Hubertusparochie viel. Door de Tweede Wereldoorlog werd het voor de bewoners van Boekend te gevaarlijk om naar de kerk te gaan en zo ontstond een eigen parochie.

### Hubertuskerk
Omdat Blerick bleef uitbreiden en de wijk Hazenkamp werd gebouwd, bleek er behoefte aan een nieuwe parochie. In 1949 werd de opdracht gegeven voor de bouw van een nieuwe kerk, die zich van de Antoniusparochie zou moeten afscheiden. In 1954 werd de kerk in gebruik genomen. Onder de Hubertusparochie viel ook het stadsdeel Boekend, wat later onder de Antoniusparochie viel.

### Maximiliaan Maria Kolbe
Toen medio jaren 70 in Blerick de wijk de Vossener verrees, bleek er behoefte te zijn aan een nieuwe parochie. De Vossener lag relatief ver weg van de bestaande parochies. In samenwerking met de Hubertusparochie en het Bisdom Roermond werd dit onderzocht. De parochie werd in 1978 opgericht en in 1979 werd een noodkerk in gebruik genomen.

### Protestanten
In tegenstelling tot de katholieken, hoefden de protestanten (die ver in de minderheid waren) geen rekening te houden met kerken die te klein werden en een gebied bedienen dat zich niet alleen beperkt tot Blerick of Venlo. Limburg werd in 1915 in twee ressorten verdeeld; Venlo en Heerlen. Tot die tijd was de kerk in Venlo de enige gereformeerde kerk. Die kerk werd in de Tweede Wereldoorlog beschadigd en in 1968 gesloopt. De gereformeerden zaten toen zonder kerk en namen vanaf die tijd gebruik van de Sint-Joriskerk in Venlo, waar de hervormden diensten hielden. De gemeenschap ging op zoek naar een eigen kerk en vond in 1973 het terrein naast de kazerne in Blerick. In 1974 werd de kerk ‘Het Nieuw Baken’ in gebruik genomen door de gereformeerden. Na het tot stand komen van het samenwerkingsverband (en uiteindelijk een fusie) tussen de gereformeerden en hervormden vanaf 1986 werden beide kerken gebruikt voor diensten. De St. Joriskerk bleek meer in trek en "Het Nieuwe Baken" bleef steeds meer zondagen leeg te staan. Het werd vaak nog wel gebruikt als winterkerk. Na jaren leegstand kocht de Vrij Baptisten Gemeente het gebouw.
Tegenstanders van de samenwerkingsverband splitsten zich af en vonden onderdak in het parochiehuis "Ons Huis" van de Lambertusparochie. Vanaf 2007 zal deze kerkgemeenschap, die bekendstaat onder de naam "De Brug", een nieuw pand betrekken in 't Ven in het stadsdeel Venlo.
Ook de katholieken werken steeds meer samen. Vanuit het Bisdom Roermond zijn per decanaat een aantal samenwerkingsverbanden opgezet. De parochies van Blerick vallen onder het decanaat Venlo-Tegelen. Hierbij worden de volgende parochies aan elkaar gekoppeld:
- H. Antonius, H. Hubertus, H. Max. Kolbe (gebied centrum/Hazenkamp/Vossener)
- H. Lambertus (Blerick; Smeliënkamp), H. Johannes de Doper (Blerick;
- Vastenavondkamp/Klingerberg), Onbevlekt Hart v Maria (Boekend), H. Jozef (Hout-Blerick)

### Pinkstergemeenschap
Pinkstergemeente Sion werd in 1987 gesticht door predikant/voorganger Leo Schreurs. In 2002 vond de Pinkstergemeenschap haar onderkomen in het voormalige Protestants Militair Tehuis op het terrein van de voormalige militaire kazerne. Vanwege  plannen voor een nieuw VVV-stadion moest de pinkstergemeente deze locatie begin 2012 verlaten. Een nieuw onderkomen werd gevonden in gebouw Salawaku, aan de Hagerhofweg in Venlo-Zuid, maar ook dit kreeg een nieuwe bestemming toegewezen. De Pinkstergemeente moest wederom op zoek naar een nieuw onderkomen en verhuisde in 2015 naar het voormalige scoutinggebouw van Maximiliaan Kolbe aan de Vossenerlaan in Blerick. In deze nieuwe kerk heeft de Pinkstergemeente anno 2023 haar samenkomsten en haar sociaal-maatschappelijke en culturele activiteiten.

## Militair verleden

### Fort Sint-Michiel en Fort Leopold

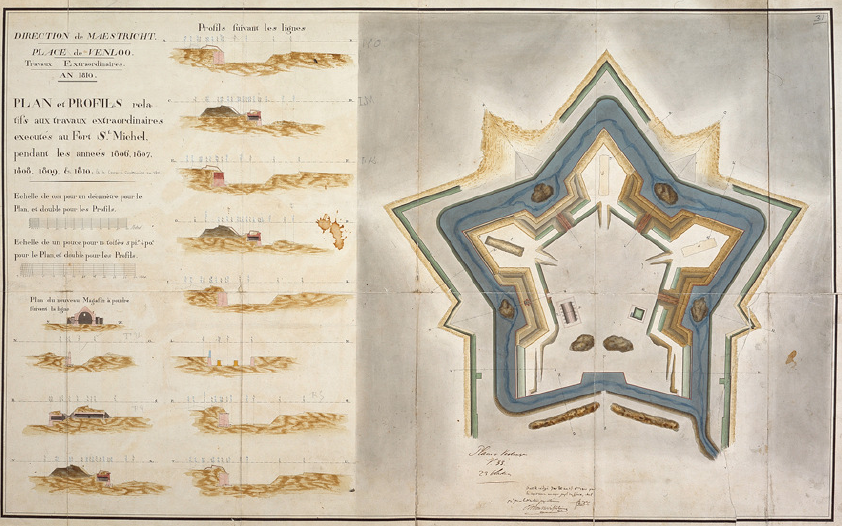
Sint-Michiel op een kaart uit 1810

Nadat Venlo stadsrechten kreeg en stadsmuren mocht bouwen, werd aan de westelijke oever van de Maas, achter het in Blerick gelegen veerhuis De Staay, in 1450 een fort gebouwd. De Spanjaarden vervingen dit fort van hout en steen in op 29 september 1641 (Michaelsdag) door een stenen fort genaamd Fort Sint-Michiel (genoemd naar aartsengel Michaël die volgens het hoofdstuk Openbaringen in de bijbel oorlog voerde tegen satan). Het fort was in 1643 gereed.
Omdat volgens negatieve rapporten het Fort te ver van de Maasoever zou staan, werd in 1831 besloten een aarden fort tussen fort Sint Michel en de Maas te bouwen. Dit werd Fort Leopold.

### Frederik Hendrikkazerne
Blerick kon lange tijd niet uitbreiden richting het noorden, omdat het schootsveld van het fort vrij moest blijven. Toen aan het eind van de 19e eeuw de Spoorlijn Venlo - Eindhoven aangelegd werd, verdween het fort en kwam de bebouwing in Blerick op gang. Op de plek van Fort Sint Michiel werd tussen 1910 en 1913 de Frederik Hendrikkazerne gebouwd. De contouren van het oude fort zijn nog wel in de stratenstructuur te herkennen in de punten Horsterweg/Garnizoensweg, Horsterweg/Daelweg en Horsterweg/Kazernestraat. Daarnaast is er een straat (Fort Sint Michielstraat) naar het fort vernoemd.

### Toekomst
De kazerne stond de laatste tientallen jaren (met name onder Nederlandse militairen) bekend om de autorijlessen die er gegeven werden. Totdat enkele jaren geleden de rijlessen werden geschrapt in de Blerickse kazerne, waren de groene leswagens een begrip in het Venlose en Blerickse straatbeeld. In 2008 is de gemeente Venlo gestart met plannen om de kazerne een andere functie te geven.
Op 10 november 2010 heeft de gemeente Venlo kenbaar gemaakt, dat er delen van het oude Fort Sint-Michiel zijn blootgelegd, welke in goede staat verkeerden. Dat dit een historische ontdekking betreft lijdt geen twijfel. Momenteel wil de gemeente zich beraden over wat zij met deze restanten wil gaan doen.